# Winter Song
Winter Song è un singolo del musicista britannico Sam Fender, pubblicato il 24 novembre 2020.

## Video musicale
Il video musicale è stato concepito come un lyric video.

## Tracce
1. Winter Song – 4:14